# باشهوفن (راینلاند-فالتس)
باشهوفن (به آلمانی: Bechhofen) یک شهر در آلمان است که در زودوستپفالتس واقع شده‌است. باشهوفن ۲٬۲۳۸ نفر جمعیت دارد.